# Kežmarok
Kežmarok (Duits: Kesmark/Käsmark, Hongaars: Késmárk, Pools: Kieżmark, Latijn: Kesmarkium) is een stad in het oosten van Slowakije met ruim 17.000 inwoners. De stad ligt in de regio Spiš aan de rivier Poprad.

## Geschiedenis
In de dertiende eeuw was er in de regio een Saksische gemeenschap, een Slowaaks vissersdorp, een Hongaarse grenspost en een nederzetting van Karpatenduitsers. In 1269 kreeg Kežmarok stadsrechten en kreeg het het recht een kaasmarkt te organiseren, waarvan de naam van de stad afgeleid is (Duits : "Käsemarkt").
In 1443 werd de stad zwaar beschadigd na een raid van de Hussieten. In de vijftiende eeuw, en opnieuw in 1655 werd Kežmarok een vrije rijksstad.
Tot de Tweede Wereldoorlog had Kežmarok een grote minderheid Duitsers en Joden. Zo'n 3000 Joden uit Kežmarok werden door de Eerste Slowaakse Republiek gedeporteerd naar de vernietigingskampen.

### Bevolkingssamenstelling
| Jaar | Inwonertal | Slowaken | Tsjechen | Hongaren | Saksen | Roethenen en Oekraïners | Kroaten en Serviërs | Roma  | overig |
| ---- | ---------- | -------- | -------- | -------- | ------ | ----------------------- | ------------------- | ----- | ------ |
| 1880 | 4475       | 15,75%   | -        | 7,75%    | 72,00% | 0,04%                   | 0,02%               | -     | 1,21%  |
| 1890 | 4897       | 20,52%   | -        | 11,72%   | 65,86% | 0,00%                   | 0,00%               | -     | 1,90%  |
| 1900 | 5606       | 19,16%   | -        | 16,98%   | 60,79% | 0,00%                   | 0,00%               | -     | 3,07%  |
| 1910 | 6317       | 25,42%   | -        | 20,80%   | 51,32% | 0,00%                   | 0,03%               | -     | 2,42%  |
| 1930 | 7228       | 41,85%   | 41,85%   | 1,84%    | 35,65% | 0,30%                   | -                   | -     | 20,35% |
| 1991 | 20294      | 94,42%   | 1,06%    | 0,17%    | 0,24%  | 0,12%                   | -                   | 3,67% | 0,33%  |
| 2001 | 17383      | 95,21%   | 0,90%    | 0,15%    | 0,43%  | 0,18%                   | 0,01%               | 1,59% | 1,54%  |
| 2011 | 16832      | 84,73%   | 0,61%    | 0,14%    | 0,36%  | 0,30%                   | 0,01%               | 1,20% | 12,65% |

## Partnersteden
| - Bochnia (Polen) - Gliwice (Polen) - Hajdúszoboszló (Hongarije) - Kupiškis (Litouwen) - Lanškroun (Tsjechië) | - Lesneven (Frankrijk) - Nowy Targ (Polen) - Příbram (Tsjechië) - Weilburg (Duitsland) - Zgierz (Polen) |

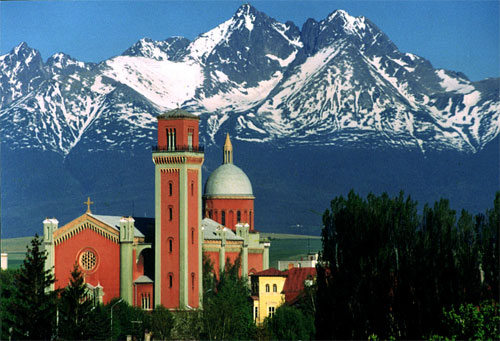
De nieuwe evangelisch-lutherse kerk van Kežmarok
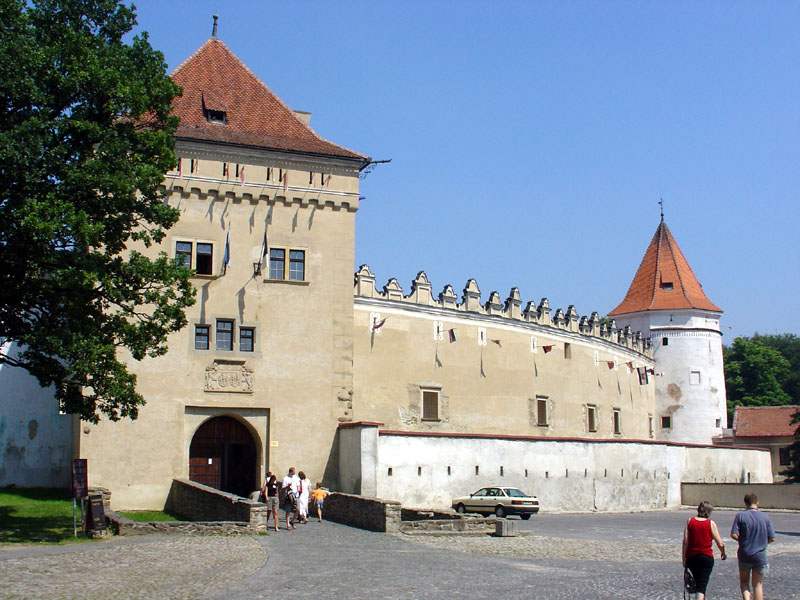
Burcht van Kežmarok
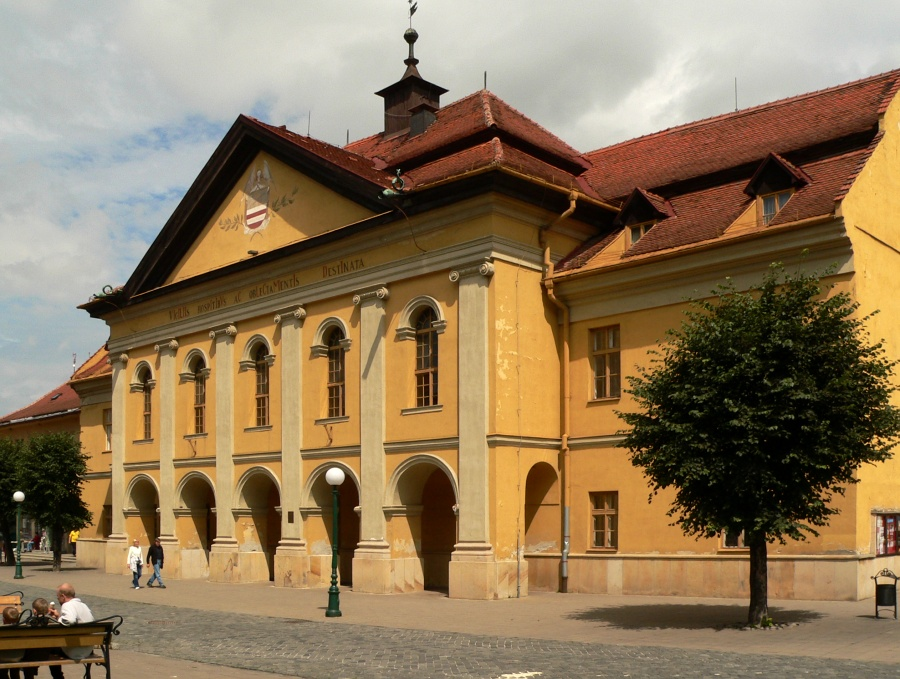
Bibliotheek van Kežmarok